# Berkshire
|  | Per a altres significats, vegeu «Berkshire (desambiguació)». |

Berkshire és un dels comtats d'Anglaterra. Des del 1867 la seva capital és la ciutat de Reading, en substitució d'Abingdon. Situada a l'interior i al sud del país, limita amb els comtats d'Oxfordshire, Buckinghamshire, Gran Londres, Surrey, Wiltshire i Hampshire. Porta el títol de Reial Comtat de Berkshire per la presència del castell de Windsor, residència reial. Aquest comtat és del tipus cerimonial per respecte al seu passat històric, però és també un comtat no metropolità configurat per sis districtes autònoms, per la qual cosa no té un organisme amb funcions administratives que el representi sinó dues persones: el Lord Lieutenant i el High Sheriff.
Les ciutats més poblades són Reading, Windsor, Slough, Maidenhead, Bracknell i Newbury. El seu paisatge és predominantment pla, cosa que el fa apte per la pràctica de l'hípica, però també hi ha zones boscoses com el Gran Parc de Windsor.

## Geografia

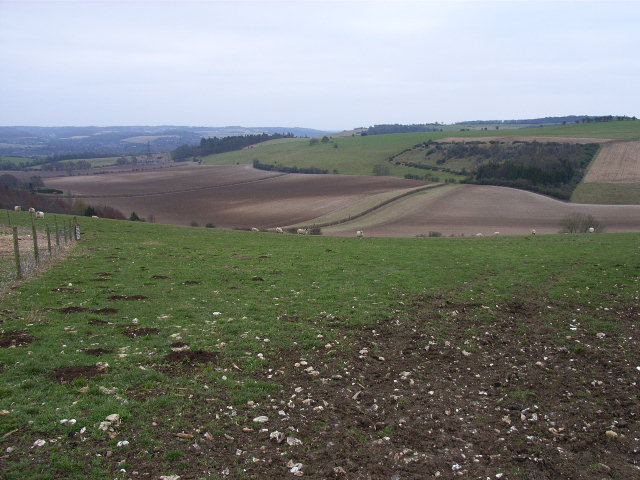
Moulsford Downs, a Berkshire

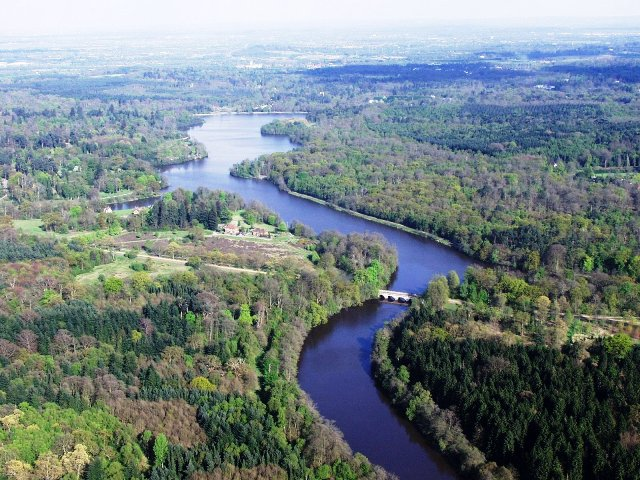
El llac Viginia Water, al sud del Gran Parc de Windsor, (Old Windsor).

El territori de Berkshire queda dividit en dues seccions si es traça un eix de nord a sud que passi pel centre de la ciutat de Reading.
La major part de la secció oriental queda al sud del riu Tàmesi, el qual es la frontera natural del comtat, excepte en dos indrets (Slough i Reading) on el comtat inclou terres al nord d'aquest riu. Alguns afluents del Tàmesi, entre els quals estan el Loddon i el Blackwater, aporten aigua a la contrada. Més enllà de les planes, susceptibles de ser inundades durant les crescudes dels rius, el terreny comença a elevar-se en direcció als comtats de Surrey i Hampshire. Gran part d'aquesta zona està ocupada per boscos, en especial a la rodalia de Bracknell i al Gran Parc de Windsor.
A la secció occidental, anant Tàmesi amunt, el riu gira cap al nord i surt del comtat en la gorja anomenada Goring Gap. Aquesta és una part estreta de l'àmplia vall per on passava el riu al final de la darrera glaciació. El Tàmesi va canviar el curs vers els Chilterns, (a Oxfordshire) i vers els Berkshire Downs. Com a conseqüència, la part oriental està situada en la vall del riu Kennet, que s'uneix al Tàmesi a Reading. Unes pendents a cada banda, delimiten la plana d'inundació del riu. Cap al sud el terreny s'eleva en direcció al comtat de Hampshire, i és en aquesta frontera on estan els punts més alts de Berkshire: el cim del Walbury Hill a 297 m, que també és el punt més elevat de tota la regió sud-est d'Anglaterra, entre Londres i Gal·les.
Al nord del riu Kennet, el territori s'eleva fins a formar-se els Berkshire Downs. Aquesta zona de turons amb petites valls boscoses, recull l'aigua de les pluges cap als rius Lambourn, Pang i els seus afluents. A la part alta hi ha planes, famoses per l'ús que se'n fa per fer curses de cavalls o entrenar-los.

## Història

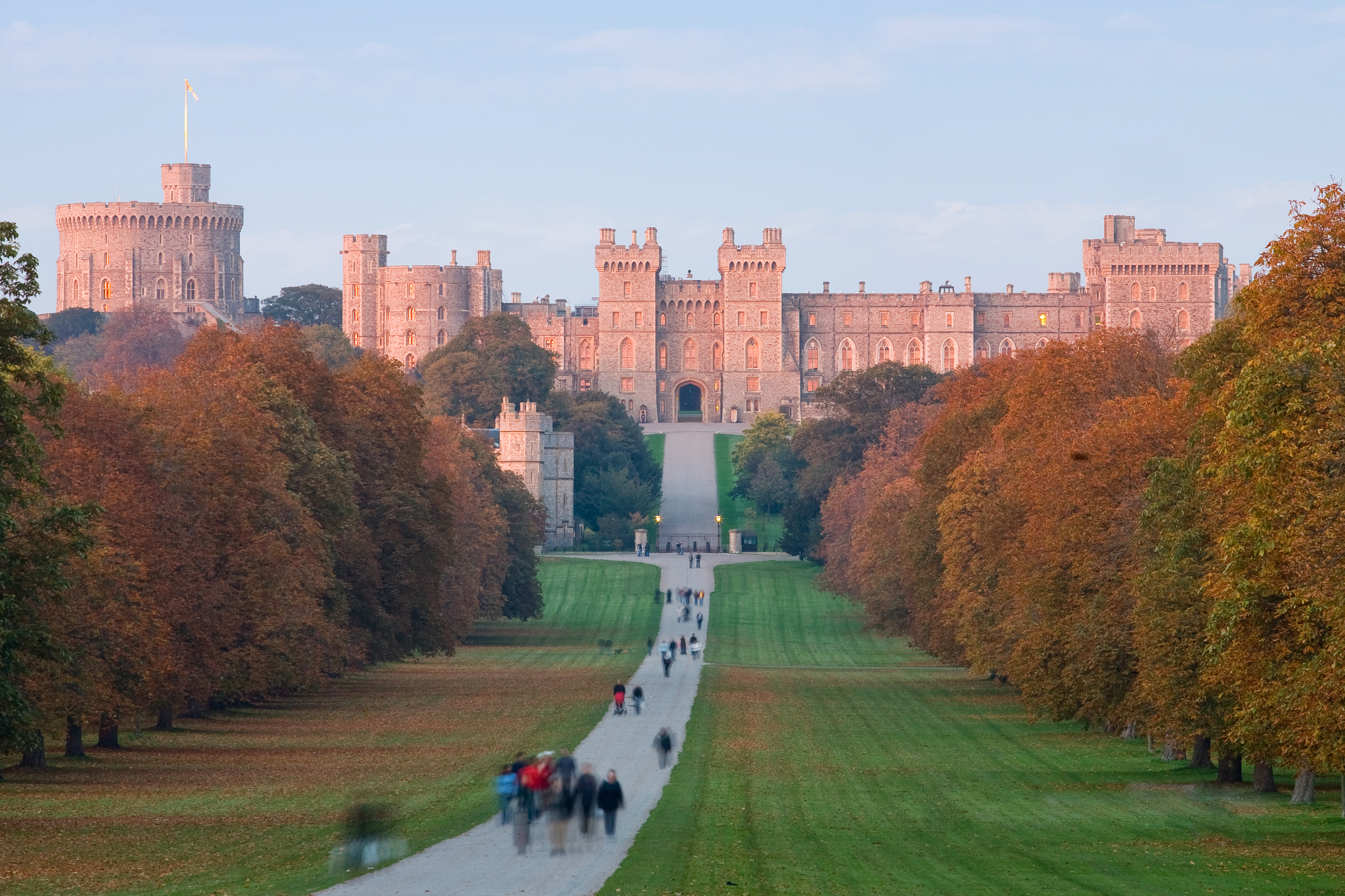
Castell de Windsor

Segons diu Asser, el nom del comtat ve d'un gran bosc de boixos que s'anomenava Bearroc, el nom del qual es creu que podria ser una paraula celta amb el significat de «muntanyós».
Berkshire ha estat l'escenari de diverses batalles al llarg de la història. Alfred el Gran va hi va fer campanya contra els danesos, en les batalles d'Englefield, la d'Ashdown i la de Reading. Newbury va ser el lloc de dues batalles de la guerra civil: la primera batalla de Newbury (a Wash Common) l'any 1643 i la segona batalla de Newbury (a Speen) l'any 1644. El castell de Donnington va quedar totalment destruït en el transcurs de la segona batalla. Una altra batalla esdevinguda a Reading es va produir el 9 de desembre del 1688 i va ser l'únic enfrontament militar a destacar de la Revolució Gloriosa, que va acabar amb la victòria decisiva de Guillem d'Orange.
Antigament el comtat estava organitzat en 20 hundreds:
- Beynhurst
- Bray
- Charlton
- Compton
- Cookham
- Faircross
- Faringdon
- Ganfield
- Hormer
- Kintbury Eagle
- Lambourn
- Moreton
- Ock
- Reading
- Ripplesmere (inclòs Windsor)[10]
- Shrivenham
- Sonning
- Theale
- Wantage
- Wargrave

Reading va ser la capital l'any 1867, lloc que abans tenia la ciutat d'Abingdon. Amb la llei de governs locals del 1888, el Consell del Comtat de Berkshire va assumir les funcions que anteriorment tenia el Quarter Sessions, l'organisme que gestionava l'administració de Berkshire, llevat de la ciutat de Reading, que tenia un estatus a banda. Al segle xvii la seu judicial ja s'havia traslladat a Reading, on hi eren la presó i el correccional; però durant els estius els tribunals van funcionar a Abingdon, on es va mantenir el palau de justícia (Bridewell). Els cavallers del comtat eren nomenats a Reading i elegits a Abingdon.
A començaments del segle XX es van fer unes petites modificacions en els límits, que van suposar la inclusió de Caversham (anteriorment del comtat d'Oxfordshire), ara part de la ciutat de Reading, i una part de l'antic territori municipal d'Oxford. L'1 d'abril del 1974 els límits de Berkshire van tornar a canviar, en compliment de la llei de governs locals del 1972. Berkshire va incloure dins la seva administració Slough i Eton i part de l'antic districte rural d'Eton que pertanyia al comtat de Buckinghamshire. La zona nord del comtat va esdevenir part d'Oxfordshire, amb Faringdon, Wantage i Abingdon més la terra del la Valle del Cavall Blanc, mentre que Didcot i Wallingford van passar al sud d'Oxfordshire. L'esquadró 94 (Berkshire Yeomanry) Signal Squadron encara tenen la insígnia del cavall blanc d'Uffington, encara que la vall del Cavall Blanc és ara part d' Oxfordshire.
L'1 d'abril del 1998 el Consell del Comtat de Berkshire va quedar abolit, per recomanació de la comissió Banham que cercava reduir la despesa administrativa i no duplicar innecessàriament la burocràcia; i això va ser possible perquè cada districte del comtat ja tenia un organisme de gestió en forma d'autoritat unitària. A diferència de les reformes que com aquesta es van fer en altres comtats, el comtat no metropolità de Berkshire no va ser abolit. S'han eliminat frases com "Benvinguts al Reial Comtat de Berkshire" dels documents oficials però encar es poden veure en cartells a l'arribada al districte occidental, al costat del llac Virginia Water i a la carretera M4; i també al sud, a pont de Sonning a la carretera B478 i a l'autovia A404 que travessa el Tàmesi .

## Districtes i poblacions
El comtat cerimonial de Berkshire consisteix en una àrea gestionada per sis districtes del tipus autoritat unitària, cadascun dels quals és independent de la resta. Berkshire té com a figures representatives una persona amb el títol de Lord Lieutenant i una altra amb el de High Sheriff.
| districte              | ciutats principals   | habitants (2007) | àrea        | densitat de població (2007) |
| Bracknell Forest       | Bracknell, Sandhurst | 113.696          | 109,38 km²  | 1038/km²                    |
| Reading                | Reading              | 155.300          | 40,40 km²   | 3557/km²                    |
| Slough                 | Slough               | 140.200          | 32,54& km²  | 3691/km²                    |
| West Berkshire         | Newbury, Thatcham    | 150.700          | 704,17 km²  | 214/km²                     |
| Windsor and Maidenhead | Windsor, Maidenhead  | 104.000          | 198,43& km² | 711/km²                     |
| Wokingham              | Wokingham, Twyford   | 88.600           | 178,98& km² | 875/km²                     |
| TOTAL comtat           |                      | 752.436          | 1264 km²    | 643/km²                     |

## Economia

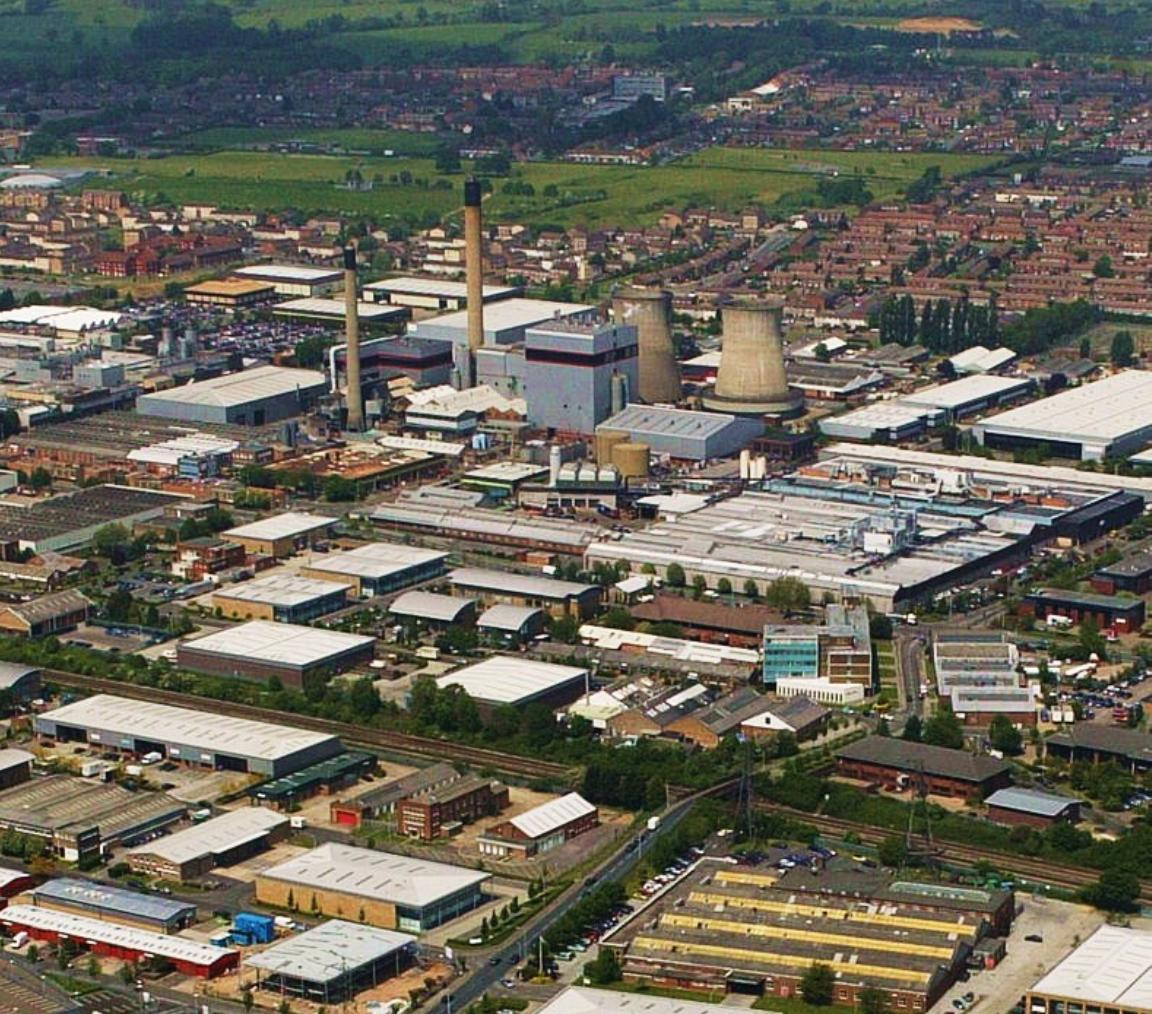
Polígon industrial de Slough

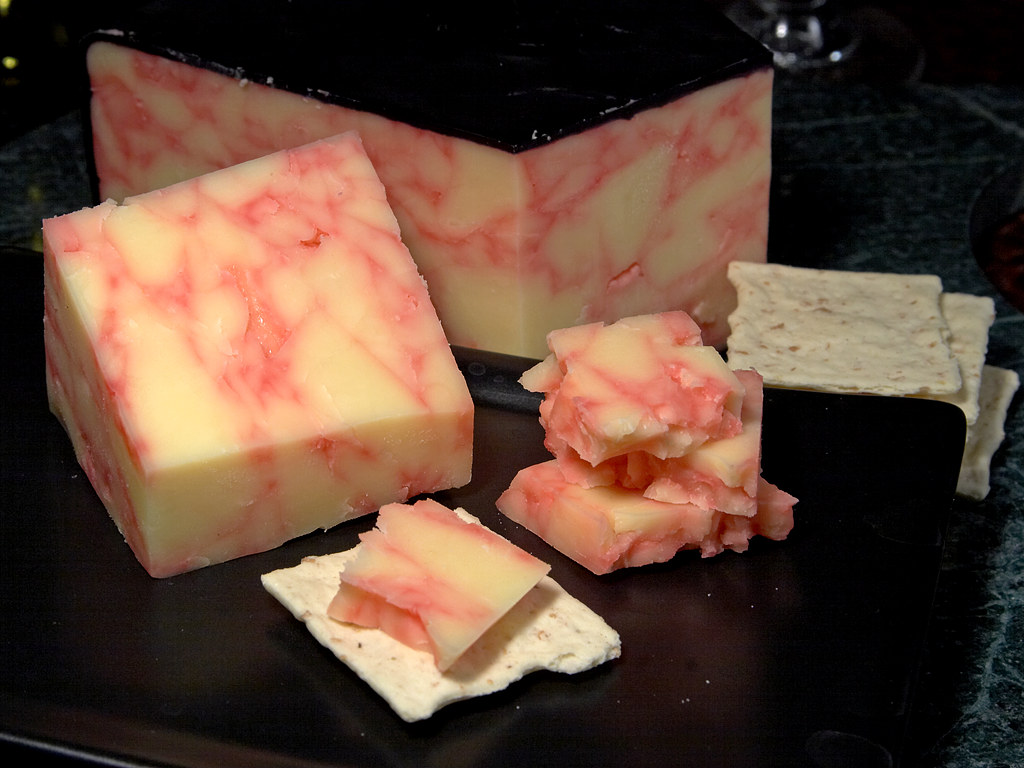
Formatge Red Winsor elaborat amb llet de vaca.

L'economia de Berkshire ha estat relacionada amb la pagesia i negocis lligats amb l'esport. Un cas a banda són la ciutat de Reading on, des dels inicis de la tecnologia informàtica i de les comunicacions, ha estat la seu de moltes empreses d'aquest sector i la tendència segueix en augment per l'estreta col·laboració de les universitats; i també el polígon industrial de Slough.
A Abingdon-on-Thames hi ha granges de productes làctics, on es fa el formatge Red Windsor, que té un aspecte semblant al marbre perquè el barregen amb vi negre. Altres tipus de formatges que es fan són: el Wigmore, el Waterloo i el Spenwood que es fan a Riseley; el Barkham Blue, el Barkham Chase i el Loddon Blewe, que es fan a Barkham.
La següent taula compara el producte interior brut regional amb el del comtat amb valors expressats en milions de lliures esterlines.
| any  | valor afegit brut regional | sector primari | sector secundari | sector terciari |
| ---- | -------------------------- | -------------- | ---------------- | --------------- |
| 1995 | 10.997                     | 53             | 2.689            | 8.255           |
| 2000 | 18.412                     | 40             | 3.511            | 14.861          |
| 2003 | 21.119                     | 48             | 3.666            | 17.406          |

## Esports

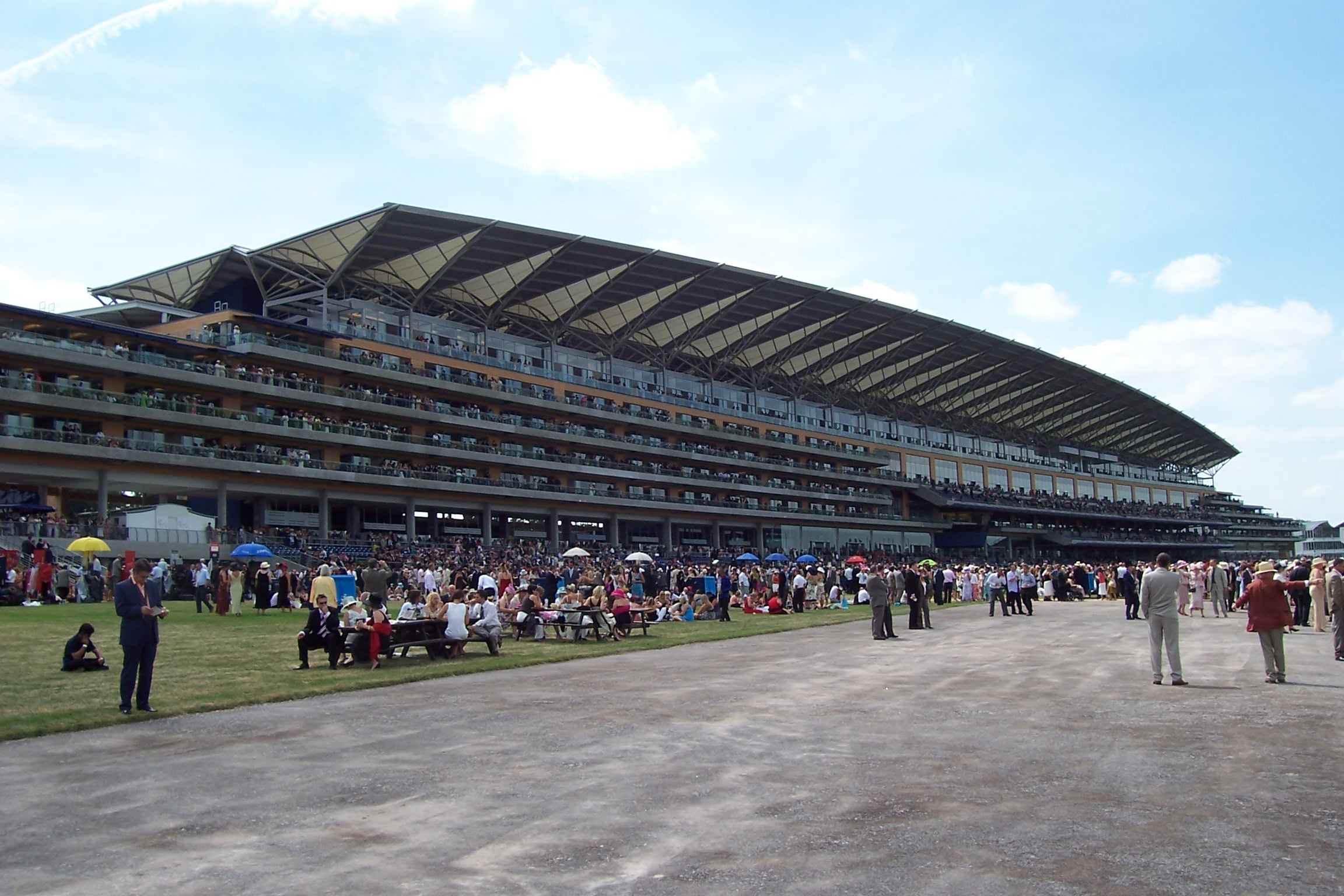
Hipòdrom d'Ascot

L'esport per excel·lència del comtat de Berkshire és l'hípica, l'hipòdrom d'Ascot fa setze curses anuals entre maig i octubre, més tres d'alt nivell: la Royal Meeting, al juny, l'Ascot Gold Cup i la del rei Jordi VI al juliol. Altres hipòdroms del comtat són: el de Newbury, situat a Greenham, el de Windsor, i el de Lambourn.
Un altre esport que es practica a Berkshire és el rugbi, els equips principals són el de Reading i el de Newsbury.
Hi ha molts equips de futbol amateur i semiprofessionals. També hi ha equips d'hoquei sobre herba, però va ser un equip d'hoquei sobre gel que va guanyar el campionat nacional, el Bracknell Bees Ice Hockey Club.